# Comin’ Back to Me
«Comin’ Back to Me» (рус. «Возвращаясь ко мне») — песня американской рок-группы Jefferson Airplane, написанная Марти Балином и выпущенная на втором альбоме коллектива Surrealistic Pillow. Балин сказал: «песня была написана когда я был под кайфом от первоклассной марихуаны, которую мне дал Пол Баттерфилд». После сочинения «Comin’ Back to Me» за один присест, Балин тут же отправился в студию чтобы записать композицию с любыми присутствующими там музыкантами.
Песня была включена в саундтреки к многим кинофильмам, включая «Взгляд в прошлое», «Бегущий индеец», «Прерванная жизнь», «Миля лунного света» и «Серьёзный человек».

## Участники записи
- Марти Балин — вокал, гитара
- Пол Кантнер — гитара
- Джерри Гарсия — гитара[1]
- Джек Кеседи[англ.] — бас-гитара
- Грейс Слик — блокфлейта

## Кавер-версии
- Певица Рики Ли Джонс записала свою версию песни для сборника каверов «Pop Pop», который вышел в 1991 году[2].
- Ричи Хейвенс выпустил свой кавер на альбоме «Cuts to the Chase», который был выпущен в 1994 году[3].